# ЧЕЗ
ČEZ (чеськ. Skupina ČEZ České Energetické Závody) — конгломерат 96 компаній, 72 з яких розташовані в Чехії та їх ключовою сферою діяльності є виробництво та дистрибуція електроенергії, у тому числі на АЕС Дуковани та АЕС Темелін.
Крім Чехії, інтереси ČEZ представлені у Болгарії, Німеччині, Угорщині, Польщі, Румунії, Словаччині та Туреччині.
Є найбільшою публічною компанією у Центральній та Східній Європі, уряду Чехії належить 70% акцій.